# Pörböly
Pörböly je vas na Madžarskem, ki upravno spada pod podregijo Szekszárdi Županije Tolna.